# Vulcanoidebæltet
Vulcanoidebæltet er en gruppe af hypotetiske småplaneter, der kan kredse om Solen i en stabil bane indenfor Merkurs bane (0,08 – 0,21 AE).
De har fået navn fra den hypotetiske planet, Vulkan, som astronomer i 1700-tallet søgte efter uden held, for at kunne forklare anomalier i Merkurs bane (som senere er forklaret af Einsteins relativitetsteori).
Endnu er ingen Vulcanoide opdaget, trods flere efterforskninger, bl.a. fra højtflyvende F/A-18 Hornet fly og Black Brant-raketter. Observationer vanskeliggøres dog af Solens umiddelbare nærhed. Hvis de eksisterer, vil de have en diameter på under 60 km, da de ville være opdaget tidligere, hvis de havde været større.
Deres eksistens er postuleret, da denne region af Solsystemet er gravitationelt stabil, dvs. det er muligt for et objekt at have en stabil bane om Solen. Desuden indikerer de mange kratere på Merkurs overflade at Vulcanoider må have eksisteret på et tidligere tidspunkt i Solsystemets historie.
Fremtidige efterforskninger efter Vulcanoider skal sandsynligvis foretages af rumbaserede teleskoper.
Hvis de eksisterer, vil Vulcanoiderne være en underklasse af Aten-asteroiderne.